# 十勝太ロラン航路標識事務所
座標: 北緯42度44分38秒 東経143度43分10秒 / 北緯42.74389度 東経143.71944度
十勝太ロラン航路標識事務所（とかちぶとろらんこうろひょうしきじむしょ）は北海道浦幌町にあったロランCの送信施設（送信所）である。

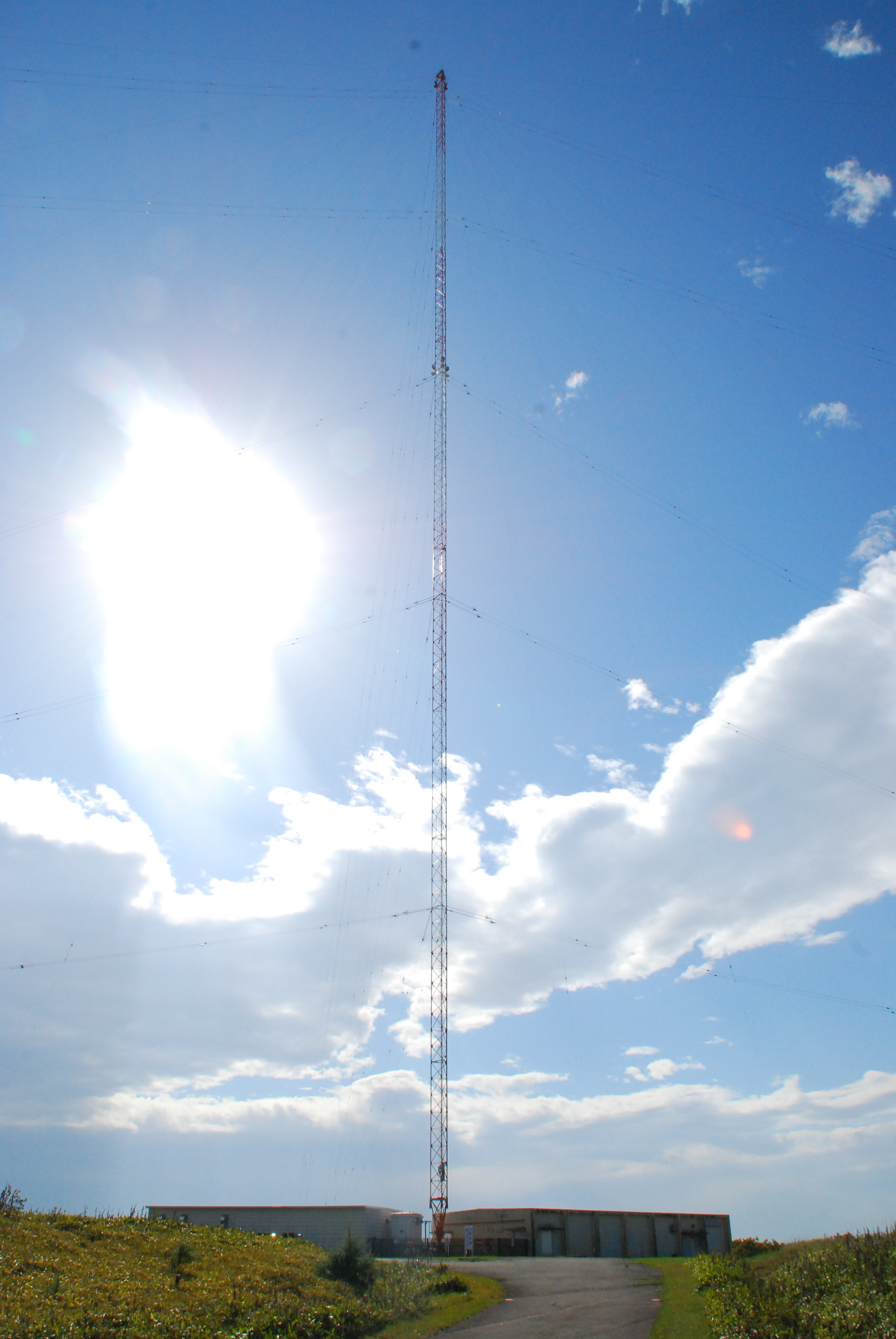
送信所・空中線

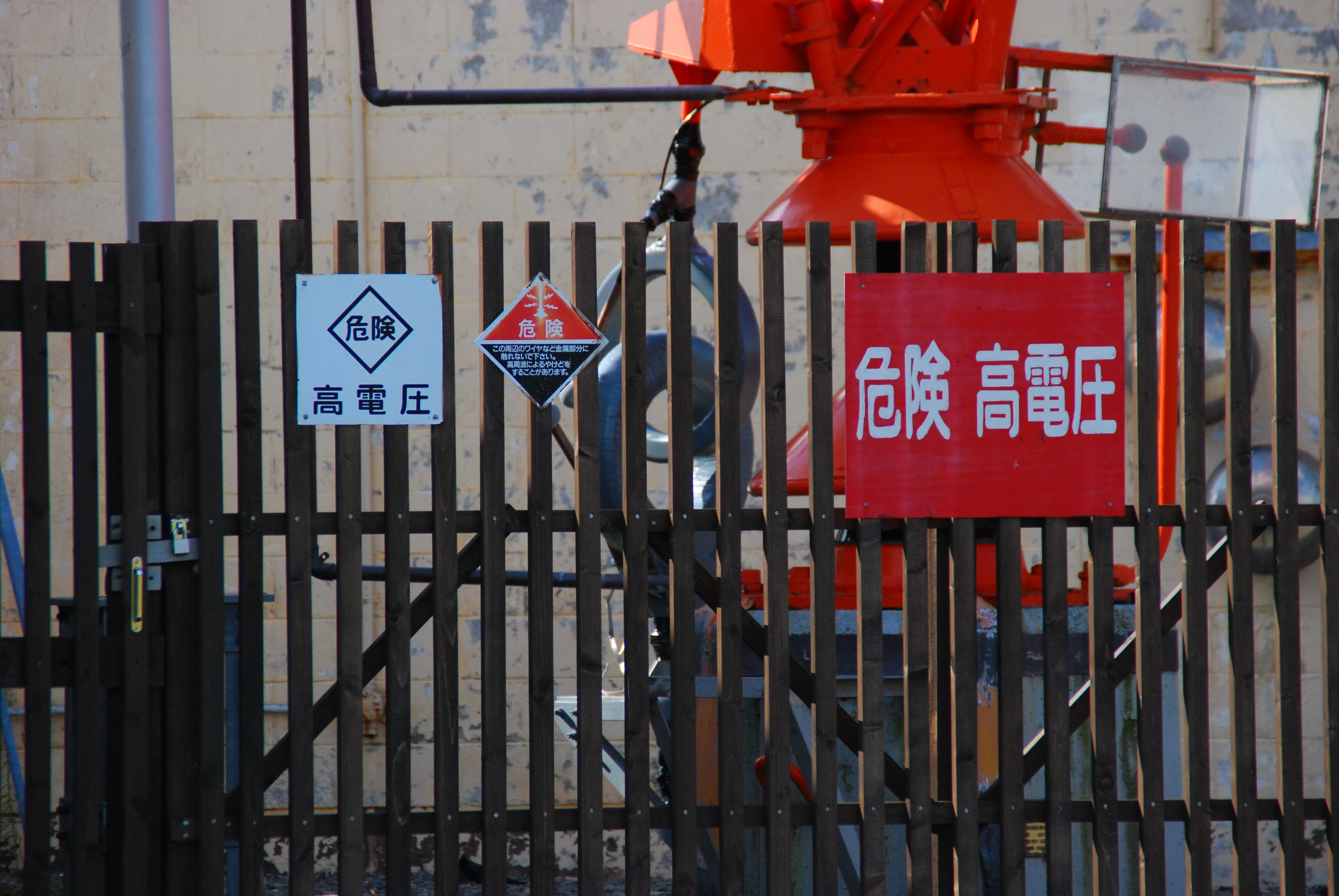
空中線下部、オースチントランス

## 概要
- 送信所名称：十勝太ロランC局
- 所在地：北海道十勝郡浦幌町字十勝太
- 標高：
- 緯度：北緯42度44分38秒
- 経度：東経143度43分10秒
- 免許人：海上保安庁
- 無線局の種別：無線航行陸上局
- 無線局の目的：海上保安用
- 通信事項：海上無線航行業務に関する事項
- 通信の相手方：船舶局及び船舶の受信設備
- 電波型式：20K0P0N
- 送信周波数：100kHz
- 空中線電力：1.5MW
- 総敷地面積：
- アンテナ施設：
- 運用：連続運用
- 運用開始年月：
- 受信可能地域：

2013年（平成25年）2月1日、廃止。